# 维尔纳·卢茨
维尔纳·卢茨（德語：Werner Lutz，20世纪—），德国男子赛艇运动员。他曾代表东德参加南斯拉夫布莱德举办的1979年世界赛艇锦标赛，获得男子四人单桨有舵手金牌。